# Alekszandr Petrovics Szumarokov
Alekszandr Petrovics Szumarokov (orosz nyelven: Александр Петрович Сумароков, Lappeenranta [Villmanstrand], 1717. október 15. – Moszkva, 1777. október 29.) orosz költő, drámaíró, színházigazgató. Az orosz irodalomban a klasszicizmus egyik első jelentős képviselője, az orosz klasszicista dráma megteremtője. Több lírai műfaj meghonosítása és az első (rövid életű) orosz irodalmi folyóirat kiadása is nevéhez fűződik. „Ő volt az első hivatásos orosz író.”

## Élete
A mai Finnország területén lévő Lappeenranta [Villmanstrand] mellett született, régi orosz nemesi családból származott. Kezdetben otthon nevelkedett, majd 1732–1740 között az akkoriban alapított nemesi kadétiskolában (Сухопутный Шляхетный корпус) tanult. Azután G. I. Golovkin gróf, majd több mint tíz évig A. G. Razumovszkij gróf szolgálatában állt.
1747-ben jelent meg első drámája (Horev), majd hamarosan még néhány tragédiát és vígjátékot írt. Darabjait kezdetben kadétok adták elő. Első drámáinak sikeres bemutatkozása hozzájárult ahhoz, hogy a cárnő rendeletére 1756-ban létrejött Szentpéterváron az első állandó, hivatásos színészekkel játszó orosz színház. Igazgatója Szumarokov lett (1756–1761). 
Még előbb, 1755-ben mutatták be a librettójából készült első orosz operát: Céphale és Procris (Цефал и Прокрис), zeneszerző az olasz Francesco Araja udvari „kapellmeister.” Második operabemutatója az Alceste volt (Альцеста, 1758), zenéjét szerezte Hermann Raupach. Szumarokov 1759-ben Trudoljubivaja Pcsela (Трудолюбивая пчела, magyarul: 'munkaszerető méh') címen folyóiratot indított. Ma ezt tekintik az első orosz irodalmi folyóiratnak. Lapjában jórészt saját műveit közölte, bennük felvilágosult nézeteinek adott hangot és a jövendő II. Katalin cárnő hívének mutatkozott. A kiadvány azonban anyagi nehézségek miatt hamarosan megszűnt. 
Részben sikerei, részben erőszakos és túlzottan önérzetes természete miatt irodalmi körökben sok ellenséget szerzett; szatirikus gúnyversekben, epigrammákban támadták, és maga is hasonló hangnemben válaszolt. Ez is közrejátszhatott abban, hogy 1761-ben felmentették a színház igazgatása alól. A következő évben lelkesen üdvözölte az új cárnő, II. Katalin trónralépését. Az udvar támogatása nem is maradt el, de később nagy csalódás érte. Az író ugyanis nem engedélyezte, hogy darabjait Moszkvában előadják. 1770-ben az ottani színházigazgató a katonai parancsnoknál tett panaszt, aki engedélyt adott a bemutatókra. Szumarokov a cárnőhöz fordult, de nem adtak neki igazat. Ez a csalódás hozzájárult visszahúzódásához. 1771-től felváltva lakott Moszkvában és vidéken; Szentpétervárra csak ritkán utazott. 
Anyagi nehézségei, adósságai is keletkeztek, családi életében is érték megrázkódtatások. Háromszor nősült, és négy gyermeke született. Egyikük fiatalon meghalt, három másik gyermeke vízbefulladt, amikor egymást próbálták kimenteni. Utolsó éveiben hírneve gyorsan hanyatlott, keserűségét és sértettségét italba fojtotta. Halála után N. I. Novikov adta ki műveit először 1781-ben.

## Munkássága
Szumarokov már a kadétiskolában kezdett verseket írni. Korai versein Lomonoszov ódáinak hatása érezhető, később szerelmi énekeivel, idilljeivel vált ismertté. Dalai nem nyerték meg Lomonoszov tetszését, így poétikai kérdésekben hosszas vita támadt köztük. Szumarokov 1747-ben két episztolában fogalmazta meg nézeteit a nyelvről, a klasszicista költői műfajokról, nagyrészt a francia költő és kritikus, Boileau esztétikai elvei alapján. 

### Költői műfajok
Az irodalomnak nagyon sok ágát művelte. Nemzeti talajra ültetett át, ezzel hagyományt teremtve, olyan műfajokat, mint az ekloga, az idill, az epigramma és a stanca. Az orosz elégia, verses szatíra, állatmese műfajai szintén Szumarokovra vezethetők vissza.
Gúnyos, provokatív természete a verses állatmesékben és az epigrammákban mutatkozott meg leginkább. Az 1750-es évek végétől sorra keletkeztek szatirikus állatmeséi, melyekben kigúnyolta az emberi gyarlóságokat, bírálta a nemesek műveletlenségét, önkényeskedését. Ezek részben La Fontaine fabuláinak mintájára keletkeztek. Verses példázatai, állatmeséi erkölcsnemesítő szándékkal íródtak. Műveinek halála utáni kiadása hat kötetnyi, kb. 380 példázatot és állatmesét tartalmazott. Nevéhez fűződik még az orosz románc jellegzetes műfajának megteremtése is, amely később a szentimentalista és a népies románc dalszövegekre is hatással volt.

### Drámái
Szumarokov teremtette meg az irodalomban és a színházban az orosz klasszicista dráma első mintáit. Klasszicista minták alapján számos nemzeti tárgyú drámát írt és tűzött műsorra a színház igazgatójaként. Közvetlenül első drámája után (Horev, 1747) több verses tragédiája készült el: Gamlet [Hamlet], (1748); Szinav i Truvor, (1750); Artisztona stb. 1750 után komédiákat is kezdett írni (Tresszotyinius). Legjobb színpadi művei az 1770 körüli években születtek. Ezek a késői tragédiái kvázi-történeti tematikájúak: Jaropolk i Gyimiza (1768); Viseszlav (1768; a kereszténység felvétele előtti időkben játszódik); Dmitrij Szamozvanyec (A trónbitorló, 1771); Msztiszlav (1774); stb. 
Vígjátékai kevésbé jelentősek. Az 1760-as évekből három komédiája említhető: Opekun, (magyarul: 'A gyám,' 1764); Lihoimec (1768); Jadovitij, (1768). Vígjátékainak nagy része Moszkvában keletkezett; sok bennük a szatirikus elem, melyek éle a moszkvai közönségre irányult. Az 1770-es évek elejének komédiái: Rogonoszec po voobrazsenyiju (kb. magyar fordítása: 'A képzelt felszarvazott'); Maty – szovmesztnyica docseri (kb. 'A leányát helyettesítő anya'); Vzdorscsica, 1772), stb. Ezeken a színdarabokon már érződik Fonvizin első sikeres darabja, A brigadéros hatása. 
Szumarokovot szokták Észak Racine-jának nevezni, aligha indokoltan. A klasszicista drámának ő inkább csak a formai sajátságait vette át, de tragédiái nem mérhetők a francia klasszicista szerzők munkáihoz. Történetük gyengébb, konfliktusuk felszínes, alakjai a nagy francia drámai hősök halvány másolatai csupán. Patetikus előadású tragédiáit a kortársak többnyire szívesen fogadták, komédiáit kevésbé. 